# Chiens de Tindalos

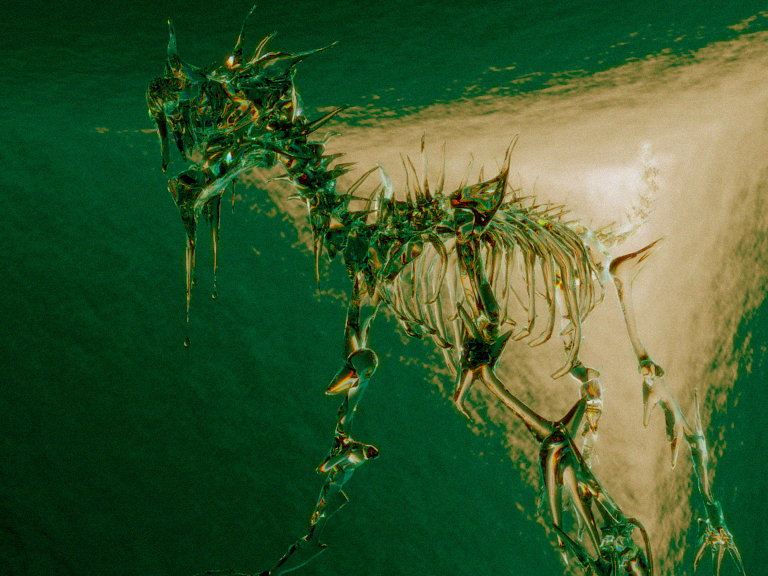
Représentation d'un chien de Tindalos.

Les Chiens de Tindalos (en anglais : Hounds of Tindalos) sont une forme de vie extraterrestre fictive du mythe de Cthulhu. Ils apparaissent pour la première fois en littérature dans la nouvelle de Frank Belknap Long intitulée Les Chiens de Tindalos, en 1929. Lovecraft les évoque brièvement dans Celui qui chuchotait dans les ténèbres en 1931.
L'horreur qu'ils inspirent est due à leur férocité, mais aussi à l'incompréhension qu'ils suscitent : ces créatures peuvent se déplacer à travers l'espace et le temps au mépris des lois de la physique, se propageant à travers les angles du temps, alors que les êtres vivants se déplacent dans un espace courbe.